# Evdokija Dmitrijevna
Evdokija Dmitrijevna (russisk: Евдокия Дмитриевна, tr. Evdokija Dmitrijevna, født 1353 i Fyrstendømmet Suzdal, død 1407 i Moskva) var en storfyrstinde af Moskva og en ortodoks helgeninde, gift med storfyrst Dmitrij Donskoj af Moskva.
Evdokija var datter af storfyrste Dmitrij Konstantinovitj af Suzdal. Hun blev 1367 gift med Dmitrij Donskoj. Ægteskabet arrangeredes som en fredstraktat mellem fyrstendømmerne Moskva og Suzdal-Nisjnij Novgorod efter langvarige stridigheder mellem dem indbyrdes. Forholdet mellem Evdokija og Dmitrij beskrives som så lykkeligt, at "den russiske jord glædede sig". Evdokija grundlagde en Mariakirke og Himmelfartsklosteret i Moskva og Goritskijklosteret og en kirke i Pereslavl, og hun lod oprette en milits til beskyttelse mod Timur Lenk.
Efter Slaget ved Kulikovo 1380 lod hun arrangere en højtideligholdelse af sejren. Efter Dmitrijs død 1389 blev hun de facto statens regent, mens hendes sønner kæmpede om magten. Nogle uger inden sin død blev hun optaget i Himmelfartsklosteret i Moskva. Efter sin død hyldedes hun som Moskvas skytshelgen under navnet Eufrosyne af Moskva.
År 2007 indstiftedes "Nonnen Evfrosinii storfyrstinde af Moskva ordenen" til hendes ære.
 Der er for få eller ingen kildehenvisninger i denne artikel, hvilket er et problem. Du kan hjælpe ved at angive troværdige kilder til de påstande, som fremføres i artiklen.